# Jacques René Hébert
Jacques René Hébert [ebɛʁ], francoski novinar, * 15. november 1757, Alençon, Francija, † 24. marec 1794, Pariz. V času francoske revolucije je bil politični novinar in glavni glasnik pariških ljudskih množic. Bil je radikalen revolucionar ekstremno leve opcije. Njegovi privrženci se imenujejo hebertisti. Leta 1793 so pritiskali na jakobinski režim za uvedbo bolj radikalnih ukrepov proti staremu režimu v korist revnejših državljanov.

## Življenje

### Zgodnje življenje
Jacques-René Hébert se je rodil v meščanski družini Jacquesu Hébertu in Margueriti Beunaiche de Houdrie v grofiji Alençon. Študiral je pravo na univerzi v Alençonu in se izobrazil za odvetnika. Hébert je najprej zbežal v Rouen in se nato leta 1780 preselil v Pariz, kjer je nekaj časa bil v finančni stiski, denarno ga je podpiral frizer. Kmalu je našel delo v gledališču la République, kjer je v prostem času pisal drame, vendar te niso bile nikoli uprizorjene. Leta 1789 je začel pisati letake "la Lanterne magique" in izdal je tudi nekaj knjižic. Kasneje je leta 1790 pritegnil pozornost z letakom, ki ga je objavil, in tako leta 1791 postal član populističnega kluba Kordeljerjev (Club des Cordeliers).

### Poroka z Marie Marguerite Françoise
Hébert se je poročil z Marie Marguerite Françoise. Bila je redovnica v samostanu Sestre Providence v Saint-Honoré, vendar je zapustila samostansko življenje. Poročila sta se 7. februarja 1792 in imela hčerko Virginio Scipion-Hébert (7. februar 1793 - 13. julij 1830). V tem času je Hébert živel razkošno meščansko življenje. Družil se je z Jean-Nicolasom Pachejem, pariškim županom in vojnim ministrom. Rad se je elegantno oblačil in imel čudovite predmete, kot so lepe tapiserije.

## Revolucija

### Klub Kordelirjev
Hébert je postal vpliven član Kluba kordeljerjev in je kot predstavnik revolucionarne skupnosti Revolucionarne komune pomagal načrtovati ljudsko vstajo. Kmalu je bil izvoljen za pomočnika generalnega prokurista te skupnosti, ki je postala vodilni organ Pariza. Takrat se je Hébert pridružil tudi Klubu jakobincev.

### Hebertisti
Spomladi 1794 je Hébert ustanovil novo frakcijo, ki so se ji pridružili A. F. Momoro, F. N. Vincent in C. Ronsin. Ime je dobila po svojem voditelju. Bili so radikalni revolucionarji ekstremno leve opcije in so pritiskali na jakobinski režim, da bi uvedli najbolj radikalne ukrepe. Frakcija je v veliki meri odražala družbeno nezadovoljstvo revnejših prebivalcev. Zavzemali so se za pravice pripadnikov nižjega sloja in pozivali k neusmiljenemu boju proti velikim posestnikom in premožnim kmetom. Hebertisti so bili glavni podporniki dekristjanizacije v Franciji in so jih med francosko revolucijo imenovali tudi "pretirani".
Hebertisti so bili tesno povezani s programom Terorja. Bili so fanatični ustrahovalci v imenu Republike, imeli so velik vpliv pri policiji v odboru za splošno varnost. Ne samo, da so bili globoko vpleteni v vladavino terorja v Parizu, ampak tudi v pokolih v Lyonu, Nantesu in Vendéeju. Hébertisti so katedralo Notre-Dame spremenili v temple de la Raison (tempelj Razuma) z deističnim kultom čaščenja Razuma. Vodili so ostro kampanjo proti zmernim žirondistom.
Hébert je svoj vpliv hotel razširiti na nižje sloje, zato je svoj časopis ustrezno preoblikoval in zahteval smrtno obsodbo za kralja, pregon žirondistov in vzpostavitev revolucionarne vlade. Na tak način je dosegel velik vpliv na nižje sloje, kar je 2. junija 1793 Nacionalno konvencijo prisililo, da je izgnala vodilne žirondistične poslance. Močno je podpiral protikrščansko kampanjo jeseni 1793, ki si je prizadevala uničiti rimokatoliške ustanove v Franciji.
Čeprav je Hébert svoj uredniški gnev sprva usmeril na plemstvo in duhovščino, je spomladi 1792 sprožil burno kampanjo tudi proti kralju Ludviku XVI.. Hébert je bil zagovornik nižjega sloja in je zahteval vojno proti pripadnikom cerkva, protirevolucionarjem in politični sredini.

### Dekristjanizacija
Dekristjanizacija je gibanje, ki je potekalo v času francoske revolucije in je hotelo nasilno odstraniti vse elemente katoliške vere in vse oblike krščanstva ter uvesti novo civilno religijo razuma. Ljudem so vsiljevali ateizem. Vključevalo je tudi izgon duhovščine in obsojanje ljudi na smrt, zapiranje cerkva, ustanavljanje revolucionarnih in državljanskih kultov, obsežno uničenje verskih spomenikov, prepoved javnega in zasebnega bogoslužja in verske vzgoje in prisilne poroke duhovščine. 21. oktobra 1793 je bil sprejet zakon, s katerim so bili vsi osumljeni duhovništva obsojeni na smrt. Dekristjanizacija je 10. novembra 1793 po mnenju mnogih zgodovinarjev dosegla vrhunec gibanja, ko so hebertisti ponovno zahtevali preimenovanje katedrale Notre Dame v "tempelj Razuma".
Medtem ko se je Robespierre zavzemal za pravico do vere in verjel, da bo agresivno zasledovanje dekristjanizacije spodbudilo upore po vsej podeželski Franciji, je Hébert s svojimi privrženci želel nasilno preurediti religijo. Čeprav je bil povezan z gibanjem za dekristianizacijo, je Hébert osebno trdil, da ni ateist. Govoril je, da bi morali vsi dobri jakobinci videti Kristusa kot prvega jakobinca.

### Jakobinska diktatura
Jakobinci so bili revolucionarni demokrati med Francosko revolucijo. Ime so dobili po samostanu svetega Jakoba v Parizu, kjer so imeli sedež. Na čelu Jakobincev je bil Maximilien Robespierre. Zahtevali so več pravic za male državljane, predvsem nižje sloje prebivalstva, in ukinitev neenakosti na osnovi bogastva. Osnovali so komite javne rešitve in narodno vojsko, leta 1793 so sprejeli ustavo.
Jakobinska diktatura je najbolj nasilno obdobje francoske revolucije, ki je trajalo od aprila 1793 do junija 1794. V času diktature je bila oblast v rokah Odbora za občo blaginjo, ki ga je vodil Robespierre. Vse osumljene sovražnike revolucije in države so aktivno iskali in jih zapirali. Jakobinska diktatura je dosegla višek 10. junij 1794, ko so obtoženim odvzeli pravico do obrambe in vse, ki so bili spoznani za krive, obsodili na smrt z giljotino. Obenem je propaganda kulta Vrhovnega Bitja, ki jo je predlagal Robespierre kot alternativo tako krščanstvu kot ateizmu hebertistov, dosegla vrhunec. Tiranija je dosegla skrajnosti, kar je privedlo do upora konvencije in državnega udara 27. julija, ki je odpravil diktaturo. Robespierre je bil usmrčen skupaj z dvema glavnima pomočnikoma, Louisom Saint-Justom in Georgesom Couthonom.

### Smrt
V začetku 1794 je izvršno telo vladajoče Konvencije jakobincev ocenilo, da hebertisti zaradi svojih skrajnih levih prepričanj postajajo nevarni. Desno krilo jakobincev, ki ga je vodil Georges Danton, je nasprotovalo hebertistom in pridružil se mu je tudi Robespierre. Medtem ko so bili ljudje zaradi pomanjkanja hrane nezadovoljni, je Hebert želel prepričati Klub kordeljerjev, naj organizira ljudsko vstajo, vendar se ljudske množice niso odzvale. Namesto tega so jakobinci 14. marca 1794 aretirali Héberta, Ronsina, Momoro in številne druge hebertiste ter člane Kluba kordeljerjev. Deset dni kasneje so jih usmrtili z giljotino. Hébert je umrl 24. marca 1794, njegova usmrtitev pa je prispevala k razpadu jakobinske diktature julija istega leta.

## Literarno in publicistično delo
Medtem ko je živel v Parizu je našel delo v gledališču La République, kjer je v prostem času pisal drame, katere nikoli niso bile uprizorjene.
Prvo tiskano delo Jacquesa Renéja Héberta, ki je brez avtorjevega imena izšlo v začetku leta 1790 je La Lanterne magique. Izdajo je naročil urednik doktor Boisset, avtor knjige Marie-Antoinette. Delo vključuje dvanajst gravur, ki jih je komentiral Hébert in je sestavil nekakšno zgodovinsko panoramo dogajanja, "najbolj nepozabnih plemiških skupščin do zdaj", torej do konca leta 1789.
Februarja 1790 je Hébert izdal anonimno knjižico pridig Petit Carême de l'Abbé Maury. Pridigal jih je na l'Assemblée des enragés (skupščina ogorčenih), katero je tudi sam obiskoval.
Leta 1790 je aprila ustvaril nov časopis Le Chien et le Chat. Časopis je bil izdan le v štirih številkah, od katerih so tri izšle aprila, četrta, zadnja, pa je bila natisnjena šele okoli julija. Le Chien et le Chat je obravnaval politična vprašanja v tistem času z vidika načel. Ukvarjal se je tudi z vprašanji Montesquieuja in Rousseauja, najvišjimi težavami družbene organizacije. Vendar kljub spodobnemu tonu in spodobnemu slogu časopis ni uspel.
Jacquesa René Hébert je 10. maja 1790 v Parizu anonimno objavil razpravo Une vie privée de l'abbé Maury.
Časopis Le Père Duchesne, ki ga je urejal, je začel izhajati junija 1792. Njegov simbol je tipična figura običajnega človeka, ki stoji nad klečečim duhovnikom in nenehno kliče smrt na sovražnikove ljudi.
Težko je ugotoviti, v kolikšni meri je Hébertova objava časopisa Le Père Duchesne vplivala na izide političnih dogodkov med leti 1790 in 1794. Francoski revolucionarni zgodovinarji, kot so Jean-Paul Bertraud, Jeremy D. Popkin in William J. Murray, so preiskovali zgodovino francoskega revolucionarnega tiska in ugotovili, da so časniki in revije med revolucijo vplivali na politične odločitve vodilnih revolucionarjev, ne pa nujno. Hébertovi spisi so do neke mere zagotovo vplivali na njegovo občinstvo, vendar to ne pomeni, da je spremenilo politične izide francoske revolucije. Njegova široka branost in glas skozi celotno revolucijo pomeni, da je bil pomembna javna osebnost. Tudi sposobnost časopisa Le Père Duchesne, da vpliva na splošno prebivalstvo Francije, je bila res pomembna. Revolucionarna revija Le Père Duchesne je postala njegovo sredstvo za razkrivanje koncepta proletarskih interesov in za odpravljanje lastnih frustracij.

## Dela
- 1790: La Lanterne magique

- 1790: Le Petit Carême de l'abbé Maury

- 1790: Le Chien et le Chat

- 1790: Une vie privée de l'abbé Maury

- 1790: Le Père Duchesne

- 1790: Fuck the Pope

- 1790: Philippe d'Orleans and the former Count de Mirabeau Judged by Père Duchesne

- 1790: Deputy to the Second Legislature

- 1790: The Reawakening of Père Duchesne

- 1791: The Great Anger of Père Duchesne

- 1793: The Great Joy of Père Duchesne

- 1793: The Great Preparations of Père Duchesne

- 1793: On the Confiscation of Chateaux

- 1793: Deputy Procurator of the Commune, to his Fellow Citizens

V slovenščino ni prevedeno nobeno izmed Hébertovih del.